# 洛费尔登
洛费尔登是德国黑森州的一个市镇。总面积16.57平方公里，总人口13907人，其中男性6727人，女性7180人（2011年12月31日），人口密度839人/平方公里。